# Кардангушев, Зарамук Патурович
Зарамук Патурович Кардангушев (кабард.-черк. КъардэнгъущӀ ПӀатӀурэ и къуэ  Зырамыку; 10 января 1918 — 25 декабря 2008) — советский кабардинский писатель-драматург, поэт, фольклорист. Народный артист Кабардино-Балкарской Республики (1993).

## Биография
Зарамук Кардангушев родился 10 января 1918 года в селе ауле Жанхотово (ныне с. Псыгансу Урванского района Кабардино-Балкарской Республики).
После окончания сельской школы некоторое время учился в Ленинском Учебном Городке в Нальчике и на рабфаке в Пятигорске. В 1935 году принял участие в отборочном смотре-конкурсе и был зачислен на актёрское отделение Кабардинской студии Государственного института театрального искусства (ГИТИС) в Москве. С третьего курса являлся стипендиатом сталинской стипендии. С отличием окончил институт и в июле 1940 г. вернулся в Нальчик с дипломом актёра драмы.
В 1940—1941 годах актёр кабардинской труппы Кабардино-Балкарского государственного драматического театра в г. Нальчике. Будучи студентом ГИТИСа, написал свою первую пьесу и первую кабардинскую пьесу «Каншоубий и Гуашагаг». Этой пьесой начал свой первый театральный сезон в 1940 году Кабардино-Балкарский государственный драматический театр. Авторский гонорар этой пьесы молодой драматург, находясь на фронте, перечислил в фонд создания танковой колонны для борьбы с немецкими захватчиками.
Участник Великой Отечественной войны 1941—1945 годов. Служил в десантных частях, был ранен. За боевые заслуги награждён орденом Отечественной войны первой степени и медалями.
После демобилизации в 1946—1949 годах снова работает актёром Кабардинского государственного драматического театра. В 1956 году с отличием окончил Кабардинский государственный педагогический институт, работал редактором в республиканском книжном издательстве.
С 1949 по 2003 годы работал научным сотрудником отдела фольклора и литературы Кабардино-Балкарского НИИ истории, филологии и экономики (современный КБИГИ). Принимал участие в фольклорно-этнографических экспедициях, занимавшихся сбором героического нартского эпоса, старинных кабардинских песен, сказаний, легенд, пословиц и поговорок. Вместе с известными учёными А. И. Алиевой и А. М. Гадагатль он работал над академическим изданием тома «Нарты. Адыгский героический эпос». Инициатор издания двухтомного сборника «Адыгский фольклор» на кабардинском языке (1963, 1968)
С 1964 года — член Союза писателей СССР.
Один из составителей этно-музыкальной антологии «Народные песни и инструментальные наигрыши адыгов» (1980—1991 гг.), собиратель и популярный исполнитель старинных кабардинских народных песен.
Зарамук Кардангушев был автором первого и единственного перевода на кабардинский язык уникального труда Шоры Ногмова «История адыхейского народа».
Ушёл из жизни на 91-м году 25 декабря 2008 года. Похоронен в родном селе Псыгансу Урванского района Кабардино-Балкарской Республики.

## Награды и премии
- Орден Отечественной войны I степени
- Заслуженный деятель искусств Кабардино-Балкарской АССР (1961)
- Заслуженный деятель культуры Республики Адыгея
- Народный артист Кабардино-Балкарской Республики (1993)
- Лауреат международной премии имени Мухадина Кандуры
- Почётные грамоты Президиума Верховного Совета Кабардино-Балкарской АССР (1978, 1992)

## Память
- 8 ноября 2013 года в Кабардино-Балкарии прошёл фестиваль-конкурс адыгской (черкесской) народной песни Зарамука Кардангушева.[6]

## Некоторые песни в исполнении Зарамука Кардангушева
- Къущхьэ Жэмботрэ Якъубрэ я уэрэд (недоступная ссылка)
- Сэрмахуэ (Зыусар Абазэ Къамбот) (недоступная ссылка)